# Manon Lescaut
Manon Lescaut és una òpera en quatre actes composta per Giacomo Puccini sobre un llibret que va aparèixer com a anònim en l'edició original, però que era escrit per fins a set llibretistes (Domenico Oliva i Luigi Illica, amb aportacions de Marco Praga, Ruggero Leoncavallo, Giulio Ricordi, Giuseppe Adami i el mateix Puccini). Basada en la novel·la Manon Lescaut (1731) de l'abbé Prévost, va ser composta entre 1889 i 1892 i estrenada l'1 de febrer de 1893 al Teatro Regio de Torí. L'estrena va ser el primer èxit de Puccini després de la indiferència que van causar Le Villi (1884) i Edgar (1889).

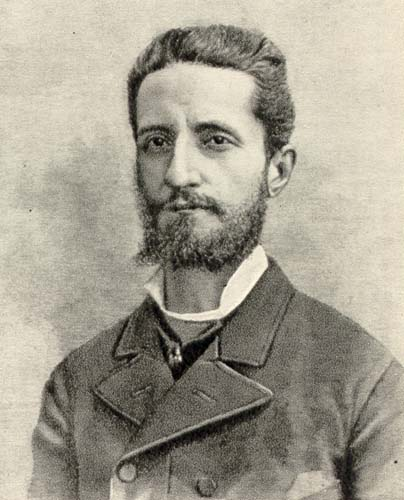
Giulio Ricordi, l'editor que va confiar en Puccini

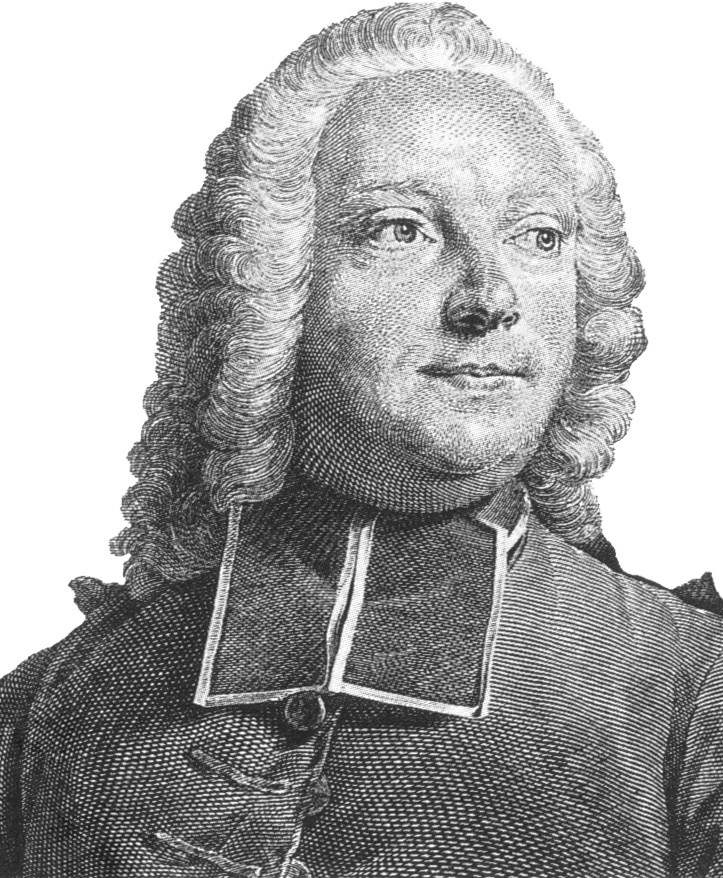
L'abbé Prévost, la seva novel·la homònima fou la base d'aquesta òpera

## Origen i context
Al començament de la seva trajectòria com a compositor, Puccini no semblava tenir gaires opcions de convertir-se en l’hereu de Verdi. La seva primera òpera en un acte, un conte de fades titulada Le Villi, va tenir una recepció discreta en la seva estrena de 1884, i sovint va ser considerada una obra estudiantil immadura. La seva òpera següent, Edgar, més ambiciosa tant en escala com en intenció, va patir serioses deficiències en el llibret i en la seva estructura dramàtica, i no va aconseguir guanyar-se el públic el 1889. Però amb una notable intuïció i un sentit comercial estratègic, l'editor Giulio Ricordi ja va veure en la música del jove Puccini una combinació prometedora de tradició i innovació, la qual cosa considerava essencial per revitalitzar la tradició operística italiana i, alhora, assegurar els seus ingressos un cop Verdi es retirés.
Tan bon punt es va adonar que Edgar estava condemnada al fracàs, Puccini començà a buscar un nou argument per a una òpera. Amb poc més de trenta anys, necessitava que la seva següent òpera fos un èxit per fer front als seus nombrosos deutes. A més de mantenir la seva dona Elvira i els seus dos fills, Puccini havia de retornar un préstec estudiantil al Dr. Ceru. Aquestes circumstàncies expliquen per què es va sentir immediatament captivat per la novel·la de l'abbé Prévost sobre la cortesana depravada Manon Lescaut i la seva tràgica aventura amb el cavaller Des Grieux, des del moment mateix en què la va descobrir.
El 1731, l'abbé Prévost va publicar la història de Des Grieux i Manon Lescaut, una narració que explora la condició humana a través d’una figura tràgica. Manon, fràgil i mancada de malícia, tria el camí de la corrupció per feblesa, però no és ni vulgar ni plenament fatal, sinó víctima del seu entorn hostil. Narrada en primera persona per Des Grieux, la novel·la mostra les contradiccions d’un amor obsessiu i reflexiona sobre la hipocresia i les debilitats que regeixen les vides dels seus personatges.
L'abbé Prévost, format pels jesuïtes i posteriorment vinculat a diversos monestirs benedictins, va ser excomunicat després d’abandonar sense permís el monestir Saint-Germain-des-Prés de París. Després de sis anys d’exili i una vida rocambolesca, va tornar a ingressar en un monestir benedictí. Durant aquest període, va publicar en el tercer volum de les Mémoires et aventures d'un homme de qualité la Histoire du Chevalier Des Grieux et de Manon Lescaut, un text que el Parlament de París va condemnar a la foguera. L’obra presenta una reflexió sobre el conflicte entre el sagrat i el profà, la tensió entre la passió i la raó, i la lluita entre el vici i la virtut.
Cada adaptació musical de Manon, ja sigui per Auber, Massenet, Puccini o Henze, se centra en un aspecte diferent de la novel·la de Prévost, revelant així temes diversos. La complexitat de l’original permet aquestes variacions. El jove Puccini, el 1893, va triar aquest argument perquè va identificar-hi una "passió desesperada". Per expressar-la, va estructurar l'òpera en quatre actes, cadascun marcant un possible punt de separació: el convent (primer acte), el bordell (segon acte), l’exili (tercer acte) i la mort (quart acte). Tot i això, en cada acte, la passió s'imposa en un duet d’amor que resol els conflictes en l'afecte, convertint els temes secundaris com la marginació, la culpa, la frivolitat, la submissió i la degradació en circumstàncies d’aquest amor essencial.

## Argument
Segona meitat del segle xviii.

### Acte I
A Amiens, una plaça davant una fonda
A la plaça es troba reunida una gernació festiva d'estudiants, soldats, ciutadans i noietes que venen de treballar. Els estudiants esperen que les noietes acabin el seu treball. Edmondo i el Cavaller Des Grieux són dos d'aquests estudiants, però mentre el primer es troba poèticament inspirat, el segon es mostra com un cínic davant l'amor, Tra voi, belle, brune e bionde. Arriba la diligència procedent d'Arras de la qual baixen una sèrie de personatges: el soldat Lescaut, el vell i ric Geronte di Ravoir i una joveneta de gran bellesa, Manon Lescaut, germana del militar. Des Grieux queda encisat per la bellesa de Manon i aprofita quan aquesta queda sola per acostar-s'hi i conversar amb ella, Cortese damigella. Manon és loquaç i li explica que marxa l'endemà i que la porten a un convent on la tancaran per decisió familiar. Promet tornar més tard per veure's de nou amb Des Grieux. Aquest, quan queda sol expressa el seu somni d'amor envers la noia, Donna non vidi mai.
Edmondo i els estudiants riuen de la passió del seu amic. Lescaut, home de poca moral, conversa amb Geronte a qui explica el destí de la seva germana, deixant oberta, però, la possibilitat d'un canvi en aquest. El vell Geronte, també encegat per Manon, decideix intervenir en el destí de la noia i encarrega un carruatge i cavalls que volin com el vent. La seva intenció és endur-se Manon amb ell. Edmondo ho ha sentit tot i explica el complot a Des Grieux, La tua Proserpina.
Torna Manon, que sembla correspondre els sentiments de Des Grieux, Vedete? Io son fedele alla parola mia. El cavaller declara el seu amor i explica a la noia que Geronte la vol raptar. Per la seva banda, proposa de fugir plegats. La noia primer es resisteix però aviat canvia de parer, així que mentre els estudiants distreuen l'atenció de Geronte i Lescaut, els dos joves fugen en el cotxe de Geronte. Edmondo ho explica a Geronte, per mortificar-lo, i aquest es posa furiós. Lescaut adopta una posició més flegmàtica: no cal patir, ja que la bossa d'un estudiant es buida molt de pressa, Cavalli pronti avete?

### Acte II
A París, a la luxosa residència de Geronte.
La profecia de Lescaut ha estat encertada. El desig de luxe i riquesa de Manon ha fet que abandoni Des Grieux i ha acceptat la proposta de Geronte, seduïda per la seva opulència i protecció. Ara Manon viu a la mansió d'aquest, envoltada de luxes i comoditats. El teló s'aixeca mentre Manon, en plena toilette, dona instruccions al seu perruquer, Dispettosetto questo riccio! Arriba Lescaut que afalaga la seva germana tot lloant la seva bellesa, però aquesta, en realitat, troba a faltar l'amor apassionat, encara que pobre, de Des Grieux, In quelle trine morbide.
Un grup de músics i un cantant entren per oferir a Manon un madrigal compost per Geronte, Che ceffi son costor? La noia, però, avorrida, demana al seu germà notícies de Des Grieux. El vell amant arriba i comença una lliçó de dansa, Vi prego signorina. Lescaut, mentrestant, ha marxat a buscar Des Grieux, que aviat entra a la cambra. Els dos joves reprenen el seu amor apassionat, Oh, sarò la più bella! Malauradament, en plena cita amorosa els descobreix Geronte, que jura venjar-se'n. Manon afegeix llenya al foc tot fent burla de l'edat del ric amant que se'n va amenaçador.
Manon i Des Grieux decideixen fugir però a Manon, de totes maneres, li agraden massa les riqueses i perd temps per recollir totes les seves joies mentre Des Grieux s'impacienta, Ah, Manon, mi tradisce. De sobte apareix Geronte, acompanyat per la força pública, que arresta Manon per robatori.

### Acte III
Al port de Le Havre.
S'aixeca el dia. Manon ha estat condemnada a ser deportada a Amèrica i es troba en un barracó tot esperant ser embarcada. Des Grieux i Lescaut arriben amb l'esperança de poder-la alliberar, Ansia eterna, crudel. Manon i Des Grieux parlen amorosament a través dels barrots de l'esperança d'una nova vida, Manon!... Des Grieux! El pla de rescat, però, tal com afirma Lescaut, ha fracassat.
Aviat un grup de soldats escorta les dones condemnades a la deportació que van sortint de les diverses barraques. Manon es troba entre elles, submergida en una gran tristesa, Il passo m'aprite! Totes desfilen enmig dels comentaris grollers de la gent. Manon puja al vaixell sense que Des Grieux se separi d'ella. Aquest implora el capità que el deixi pujar també per anar a Amèrica, Come io piango ed imploro. El capità, impressionat pel que veu, el permet anar amb ells.

### Acte IV
Una vasta plana deserta a la Louisiana.
El desig de luxe de Manon ha obligat a Des Grieux a cometre un delicte i han hagut de fugir de Nova Orleans. Un cop més, la vanitat de la noia ha estat la culpable. Ara es troben vagant enmig del desert i Manon no pot més. Està esgotada i es desmaia. Des Grieux intenta reanimar-la, Manon, senti, amor mio!
Des Grieux decideix anar a buscar aigua. Manon torna en si i, veient-se sola, delira tot recordant el seu passat i lamentant la seva fatal bellesa, que ha estat la seva perdició, Sola, perduta, abbandonata. Des Grieux torna sense haver pogut trobar aigua i Manon, exhausta, mor en els seus braços tot afirmant que les seves faltes seran oblidades però que el seu amor no morirà mai.

## Passatges cèlebres
- Romança de Des Grieux : Donna non vidi mai simile a questa (acte I)
- Romança de Manon : In quelle trine morbide (acte II)
- Intermezzo simfònic, concebut originalment per ser interpretat abans de l'actual acte III, ha esdevingut també peça de concert
- Romança de Des Grieux : No! pazzo son! (acte III)
- Ària de Manon : Sola, perduta, abbandonata (acte IV)